# Calles vitorianas
Calles vitorianas es un libro escrito por Venancio del Val que recorre la toponimia y la historia de las principales vías de la ciudad española de Vitoria. Se publicó primero en 1944 y después, revisado y ampliado, en una segunda edición de 1979.

## Descripción
Calles vitorianas es la obra cumbre de Venancio del Val, periodista, cronista y erudito natural de Vitoria que sería a la postre nombrado hijo predilecto de la ciudad. Contiene un repaso de la toponimia de la ciudad de Vitoria, con referencias a los personajes, pueblos, accidentes geográficos, etc., que les dan nombre. Publicó una primera edición en 1944 y luego otra, completada y actualizada, en 1979. En la introducción a la primera edición, el autor señala como inspiración para la obra la importancia de que la información diseminada en diferentes artículos de prensa no quedase perdida con el paso del tiempo «en las colecciones empolvadas de los periódicos». En esa primera edición, las calles están ordenadas alfabéticamente, mientras que en la segunda, la de 1979, se sigue un orden temático: empieza, por ejemplo, con las gremiales y termina con los hagiónimos y religiosos. Se repasan, además de esas dos categorías, los nombres toponímicos, históricos, geográficos, de castillos, de cuadrillas de Álava, de montes, de portales, de puertos, de repúblicas americanas, de zonas industriales, de zonas rurales agregadas y de personajes. «Más que una nueva edición de nuestras Calles vitorianas editadas en el año 1944, viene a ser esta publicación otra distinta sobre el mismo tema, ya que en muy poco se parece a la de hace treinta y cinco años. Período de tiempo en el que, dado el gran desarrollo que Vitoria ha experimentado, forzosamente habría de repercutir en su mayor extensión y, consiguientemente, en la ampliación de su nomenclátor callejero», explica en el prólogo a la segunda edición. La obra ha sido tachada de «clásico» y de libro «de referencia».